# Alexander Jakowlewitsch Kulibin
Alexander Jakowlewitsch Kulibin (russisch Александр Яковлевич Кулибин; * 1. Dezember 1937 in Gorki, heute Nischni Nowgorod) ist ein ehemaliger sowjetischer Radrennfahrer und nationaler Meister im Radsport.

## Sportliche Laufbahn
Kulibin gewann 1958 die nationale Meisterschaft im Straßenrennen über 100 Kilometer (es gab eine weitere Meisterschaft über 200 Kilometer). Er wurde 1959 mit Gainan Saidschushin, Boris Bebenin und Michail Markow nationaler Meister im Mannschaftszeitfahren. 1967 gewann er den Titel erneut. In der Ägypten-Rundfahrt 1961 kam er auf den 2. Rang.
1963 gewann er eine Etappe im Grand Prix de l’Humanité, 1967 und 1969 den Prolog diese Rennens. In der Gesamtwertung wurde er 1964 Zweiter und 1965 Dritter. 1967 kam er in der Polen-Rundfahrt auf den 2. Platz hinter Andrzej Bławdzin und holte einen Etappensieg. 1968 war er in der Presidential Cycling Tour of Turkey (damals unter dem Namen Marmara-Rundfahrt) erfolgreich. Er gewann zwei Etappen. 1969 gewann er die UdSSR-Rundfahrt und wurde Dritter der Marmara-Rundfahrt.
Kulibin bestritt 1963 die Tour de l’Avenir. In der Internationalen Friedensfahrt wurde er 1964 9. und 1968 47. der Gesamtwertung.